# Houtbriel
De Houtbriel is een plein in de Belgische stad Sint-Niklaas. Het is een langwerpige oppervlakte ten noordoosten  van de Grote Markt.

## Ligging
Het plein wordt omringd door de Ankerstraat, de Kalkstraat, de Sacramentstraat, de Grote Markt en de Stationsstraat. De Sint-Nicolaaskerk is vlakbij.

## Geschiedenis
Het plein bestaat sinds de 16e eeuw en kreeg zijn naam omdat het plein werd gebruikt om hout te verhandelen. In 1926 werd het plein Kardinaal Mercierplein genoemd ter ere van de toen pas overleden Désiré-Joseph Mercier, aartsbisschop van Mechelen van 1906 tot 1926. Andere namen waren Beestenmarkt, Varkensmarkt en Groentenmarkt. In de volksmond werd het plein weleens aangeduid met Vogelmarkt of Fruitmarkt. Sinds 1991 wordt de oorspronkelijke naam terug gebruikt.
Op het plein staat een arduinen oorlogsmonument uit 1926 voor de gesneuvelden in de Eerste Wereldoorlog.
In 2000 werd het plein heraangelegd. Eenentwintig jaar later, kreeg het plein een nieuw uitzicht. Het werd vergroend en er kwam slimme verlichting.